# 维日
维日（法語：Vigy，法語發音：[viʒi]；洛林语：Vgy）是法国摩泽尔省的一个市镇，位于该省西部，属于梅斯区。

## 地理
维日（49°12'14"N, 6°17'51"E）面积17.07 平方千米，位于法国大東部大區摩泽尔省，该省份为法国东北部内陆省份，是洛林的一部分，西南接默尔特-摩泽尔省，东临下莱茵省，北与卢森堡和德国接壤。
与维日接壤的市镇（或旧市镇、城区）包括：昂蒂利、贝特兰维尔、沙伊莱塞讷里、弗莱维、圣巴尔布、圣于贝尔、桑里莱维日、弗里。

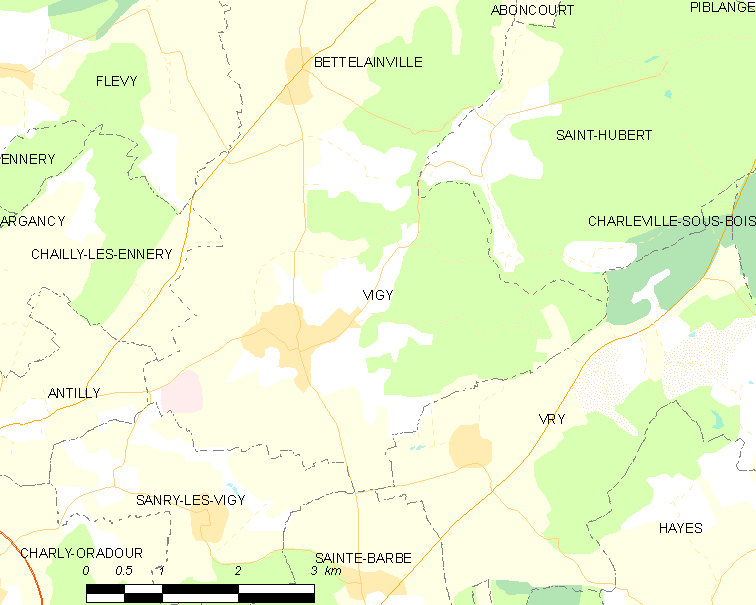
维日的OSM定位图

维日的时区为UTC+01:00、UTC+02:00（夏令时）。

## 行政
维日的邮政编码为57640，INSEE市镇编码为57716。

## 政治
维日所属的省级选区为梅斯地区县。

## 人口

1962-2008年间维日人口变化图示

维日于2022年1月1日时的人口数量为1541人。